# Ernst Friedrich Glocker
Ernst Friedrich Glocker (Stuttgart, 1 de maio de 1793 — Stuttgart, 18 de julho de 1858) foi mineralogista, geólogo e paleontologista. Também se dedicou à botânica.

## Biografia
A partir de 1810 estudou teologia, filosofia e ciências naturais na Universidade de Tübingen, e depois continuou estudos na Universidade de Halle. Em 1823, obteve a habilitação com uma tese de dissertação, intitulada De Gemmis Plinii inprimis de Topazio. Empregou-se como professor liceal no Magdalene Gymnasium, em Breslau. Em 1834 tornou-se professor titular na Universidade de Breslau, onde também foi diretor do gabinete mineral.
Durante as suas esxcusões científicas, Glocker coletou minerais e fósseis na Silésia, Lusácia, Morávia e nos Sudetas. São-lhe atribuidas as designações de diversos minerais, entre os quais a pirargirite (1831), ozokerite (1833), sepiolite (1847), halite (1847), esfalerite (1847), arsenopirite (1847) e liparite (1847).
Ele também realizou investigação de relevo no campo da botânica — em 1836, o paleobotânico Heinrich Göppert nomeou o género de plantas com flor Glockeria em sua homenagem.

## Obras publicadas
Entre muitas outras, Ernst Glocker é autor das seguintes obras:
- Versuch über die Wirkungen des Lichtes auf die Gewächse, 1820 – estudo do efeito da luz sobre as plantas.
- Handbuch der Mineralogie, 1829–31 (2 volumes) – manual de mineralogia.
- Versuch einer Charakteristik der schlesisch-mineralogischen Literatur von 1800-1832, (1832) – revisão da literatura minerológica da Silésia de 1800 a 1832.
- Mineralogische Jahreshefte, 1835 – anuário mineralógico.
- Grundriss der Mineralogie mit Einschluss der Geognosie und Petrefactenkunde, 1839 – esboço da mineralogia com a inclusão da geologia e petrologia.
- Ueber den Jurakalk von Kurowitz in Mähren und über darin vorkommenden Aptychus imbricatus, 1841 – sobre os calcáreos jurássicos de Kurowitz na Morávia.
- Geognostische beschreibung der preussischen Oberlausitz, 1857 – descrição geognóstica Alta Lusácia prussiana.[4][5]